# Rete tranviaria di Ostrava
La rete tranviaria di Ostrava è la rete tranviaria che serve la città ceca di Ostrava, composta da diciassette linee.